# Alan Kirk
Alan Goodrich Kirk, född 30 oktober 1888, död 15 oktober 1963, var en amerikansk sjömilitär och diplomat.
Alan Kirk inträdde i flottan 1905. Han var adjutant hos presidenten 1920–1921 och marinattaché i London 1939–1943 med ett års uppehåll för tjänstgöring i marinledningen och i konvojtjänst i Nordatlanten. Kirk blev konteramiral 1941, var 1943 chef för Atlantflottans landstigningsstyrkor och deltog som chef för en operationsgrupp i landstigningen på Sicilien 10 juli 1943. Vid invasionen i Normandie 6 juni 1944 var Kirk sjömilitär chef för västra operationsgruppen och ledde landstigningen i amerikanska zonen och intagandet av Cherbourg i slutet av juni 1944. Kirk var därefter chef för amerikanska flottan i Frankrike under Dwight D. Eisenhower. Han blev viceamiral 1945, ambassadör i Bryssel och Luxemburg 1946 och erhöll kort därefter avsked med amirals grad samt blev i april 1949 ambassadör i Moskva.